# Réserve naturelle de Sikhote-Alin
La réserve naturelle de Sikhote-Aline(en russe : Сихотэ-Алинский заповедник, Sikhote-Alinski zapovednik) est une réserve naturelle d'importance fédérale et une réserve de biosphère située dans le kraï du Primorié, dans l'Extrême-Orient russe. Elle s'étend principalement sur les contreforts orientaux des monts du Sikhote-Aline central, ainsi que sur les eaux côtières adjacentes.
Créée en 1935 pour protéger et restaurer la population de zibeline, alors presque exterminée, elle est désormais une réserve importante pour le tigre de Sibérie en voie de disparition et pour d'autres espèces. La réserve naturelle est inscrite depuis 2001 au patrimoine mondial de l'Unesco sous le nom du site du Sikhote-Aline central avec le parc national de la Bikine.

## Géographie

### Localisation
La réserve naturelle de Sikhote-Aline se situe dans le nord-est du kraï du Primorié. Elle s'étend sur une superficie totale de 401 600 hectares en 2017, divisée entre une zone marine de 2 900 hectares, la zone d'Abrek de 4 200 hectares et le territoire principal de la réserve de 397 400 hectares.  La réserve est à cheval sur les raïons de Terneï (223 200 hectares), de Krasnoarmeïsk (161 600 hectares) et sur l'okroug urbain de Dalnegorsk (13 900 hectares). À cela s'ajoute une zone de protection tampon de 67 660 hectares, dont 5 110 hectares dans la mer du Japon.

### Topographie
La réserve comprend le versant oriental d'une partie des monts Sikhote-Aline jusqu'au littoral sur la mer du Japon, ainsi qu'une petite partie du versant ouest. Le versant ouest est caractérisé par un relief de moyenne de montagne, peu découpé, tandis que le versant oriental et raide, avec des montagnes intensément disséqué finissant par des falaises abruptes dans la mer. Le point culminant est le mont Gloukhomanka avec 1 598 m d'altitude.

### Hydrographie
Le réseau hydrograhique de la réserve est dense et ramifié par de nombreuses rivières et ruisseaux. Les plus grandes rivières sont les Djiguitovka et Serebrianka, se jettant dans la mer du Japon, et le Kolumbé, appartennant au bassin du fleuve Amour. Les lagunes littorales les plus grandes sont Blagodatnoïe, Goloubitchnoïe et Japanskoïe tandis que le lac Solontsovskoïe est le principal lac de montagne.

### Climat
Le climat de réserve est de type mousson. La température moyenne annuelle varie de 3,4 °C sur la côte, de 1,6 °C sur les contreforts du versant oriental et à 0,4 °C sur le versant occidental. Les précipitations annuelles moyennes sont elles respectivement pour ces espaces de  813 mm, 682 mm et 689 mm.

## Histoire

### Archéologie
Le territoire de la réserve abrite de nombreux monuments archéologiques révélant les anciens peuplements de la région. Le plus ancien est le site de la rivière Taïojnaïa de la culture d'Oustinovka, il y a 8000 à 7000 av. J.-C. au Mésolithique. La deuxième colonie la plus ancienne est Blagodatnoïe, sur une terrasse au bord de mer, et appartient à la culture de Lidovka, à la fin du IIe millénaire av. J.-C. et au début du Ier millénaire av. J.-C.. Plusieurs sites dans le bassin de la Djiguitovka appartiennent aux différentes époques médiévales (Mohe, Balhae et Jürchen) avec les sites de Kounaleïskoïe, de Krasny Ozioro et de Podnebsenoïe.

### Historique de la réserve

Carte de la réserve naturelle de Sikhote-Alin

La réserve naturelle a été créée par une résolution du 2 octobre 1935 du Comité exécutif central panrusse dans le but de protéger et de restauration la population de zibeline dans le Sikhote-Aline ; de protéger et de restauration la population de cerf sika. De plus la réserve a été créé pour protéger et restaurer les populations d'écureuils, pour étudier les camps d'hivernage des troupeaux dans le Sikhote-Aline et de faire étendre les populations de Tétras du noisetier vers le sud.
D'une superficie initiale de 1 058 000 hectares, elle a été augmentée en 1944 à 1 800 500 hectares, puis de 210 600 ha en 1961, avant d'être réduite de 259 600 ha la même année. Après diverses réductions, la superficie de la réserve a atteint 347 052 hectares en 1989. Par l'effort de son directeur les eaux marins ajcentes ont été incluses dans la réserve en 1991.

## Environnement

### Flore
La flore et la faune de la réserve sont riches, et la chasse et la pêche dans la réserve naturelle de Sikhote-Aline sont interdites. La flore de la réserve naturelle se répartit en trois districts paysagers. Le district paysager de Terneï est composé de forêts de pins et de feuillus, celui de Samarguino-Dalnegor est couvert de forêts de feuillus et de conifères tandis que celui de Sikhote-Aline centrale est couvert de forêts de sapins et d'épicéas. Les trois districts paysagers sont tous influencés par la taïga de conifères typique de la mer d'Okhotsk, même si nombre d'espèces viennent de Mandchourie.
Les forêts vierges recouvrent 6,5 % de la superficie forestière de la réserve tandis que les forêts indigènes recouvrent 30,3 % de celle-ci. Les principaux arbres de la réserve sont les cèdres, les sapins, les épicéas, les cèdres nains et les bouleaux parasols, auxquels s'ajoutent des espèces de flores rares, endémiques et reliques. La réserve contient plus de plantes vasculaires supérieures, mais aussi  206 espèces de mousses feuillues, 89 espèces de mousses hépatiques, 630 espèces de lichens, 1 045 espèces de champignons (dont 446 sont des macromycètes), et 780 espèces d'algues d'eau douce. Parmi les espèces protégées se trouvent 23 plantes vasculaires dans le Livre rouge de Russie et  40 plantes vasculaires dans le Livre rouge du kraï du Primorié. La réserve contient par ailleurs 34 espèces endémiques qui y ont été répertoriées.

### Faune

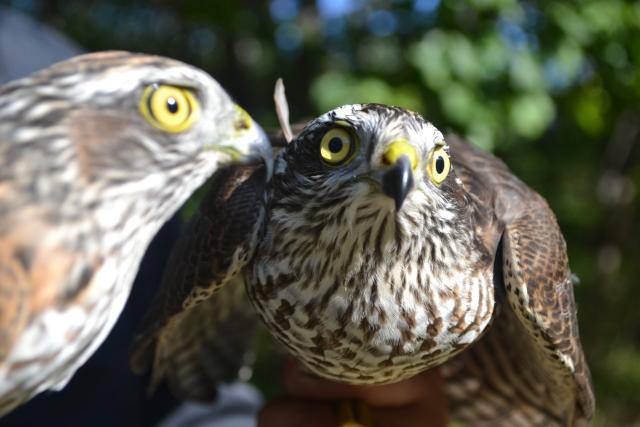
Éperviers d'Europe dans la réserve naturelle.

La faune de la réserve est riche ainsi que typique de la région, et ont été répertoriées 53 espèces de mammifères terrestres (dont des espèces du Livre rouge : tigre de l’Amour, goral de l’Amour) et 11 espèces de mammifères marins. L'on recense 390 espèces d’oiseaux, dont 58 espèces inscrites au Livre rouge de Russie comme la harle de Chine, la pygargue à queue blanche, la pygargue de Steller, le balbuzard pêcheur, la cigogne noire ou bien le grand tétras.
Sinon se recensent dans la réserve 44 espèces de poissons, 6 espèces de reptiles, 5 espèces d’amphibiens mais aussi environ 4 000 espèces d’insectes ou encore 120 espèces de mollusques.

### Monuments naturels
La réserve contient plusieurs espaces classés comme monuments naturels, avec l'espace des sources Kabany et Sporny, un ensemble de forêts vierges ; les lacs de montagne Chandouï dans le cours supérieur du ruisseau Solontsovoïe ; la zone du mont Abrek qui abrite une grande population de goral ; et les Caps Nord et Joyeux qui possèdent de grandes colonies d'oiseaux et de phoques. Le lac Blagodatnoïe abrite quant à lui de la sauvagine lors des migrations saisonnières.

## Culture
La réserve, avec la réserve naturelle de l'Oussouri, est présentée dans le film naturel Operation Snow Tiger de la BBC, diffusé pour la première fois en 2013 .